# Pegatief
De pegatief (van het Griekse πηγή,"oorsprong, bron") is een naamval die de agens van een zin aanneemt, wanneer dit zinsdeel een handeling verricht die het andere argument van het werkwoord alleen indirect beïnvloedt. De pegatief onderscheidt zich dus qua betekenis van de ergatief, doordat de thematische relatie van het andere argument van de zin geen lijdend voorwerp maar een meewerkend voorwerp of een zinsdeel met een aan die van meewerkend voorwerp verwante functie is.
De pegatief komt in ten minste één natuurlijke taal voor: het Tlapaneeks. De naamval is in deze taal beschreven door de Deense taalkundige Søren Wichmann (van de Universiteit van Kopenhagen), toen deze een lokale variant van het Tlapaneeks bestudeerde.